# ناتسومی هوشی
ناتسومی هوشی (به انگلیسی: Natsumi Hoshi) (زادهٔ ۲۰ اوت ۱۹۹۰) شناگر اهل ژاپن است.